# Calymenina
Sous-ordre
Familles de rang inférieur
- †Bathycheilidae Pribyl, 1953
- †Bavarillidae Sdzuy, 1957
- †Calymenidae Milne Edwards, 1840
- †Homalonotidae Chapman, 1890
- †Pharostomatidae Hupé, 1953

Calymenina est un ordre fossile de trilobites dans l'ordre fossile des Phacopida.

## Classification
Le sous-ordre des Calymenina est décrit en 1915 par la paléontologue britannique Henry Hurd Swinnerton (1875-1966).

### Fossiles
Selon Paleobiology Database en 2024, le nombre de collections de fossiles référencées est de 2 196 collections, du Cressagien de l'Ordovicien inférieur au Frasnien du Dévonien supérieur, soit de 485,4 à 372,2 Ma avant notre ère.

## Familles
Selon Paleobiology Database en 2024, ce sous-ordre des Calymenina a cinq sous-familles incluses :
- †Bathycheilidae Pribyl, 1953
- †Bavarillidae Sdzuy, 1957
- †Calymenidae Milne Edwards, 1840
- †Homalonotidae Chapman, 1890
- †Pharostomatidae Hupé, 1953